# Business-to-business
Negocio a negocio (del inglés business-to-business o B2B) hace referencia a las transacciones comerciales entre empresas, es decir, a aquellas que típicamente se establecen entre fabricantes y/o un fabricante con su distribuidor, o entre un distribuidor y un minorista. Las relaciones entre un comerciante y su cliente final se denominan negocio a consumidor o B2C (del inglés, business-to-consumer). Ambos términos se emplean especialmente en el ámbito del comercio electrónico. 

## Historia
En sus inicios, el término B2B se utilizaba para describir la transmisión de información referente a transacciones comerciales, normalmente utilizando tecnologías como el intercambio electrónico de datos, presentado a finales de los años 1970 para enviar electrónicamente documentos tales como pedidos de compra o facturas.
Más tarde pasó a incluir actividades que serían más precisamente denominadas comercio en la red, como la compra de bienes y servicios a través de la Web vía servidores seguros (véase protocolo seguro de transferencia de hipertexto, un protocolo de servidor especial que cifra la realización confidencial de pedidos para la protección de los consumidores y los datos de la organización) empleándose servicios de pago electrónico como autorizaciones para tarjeta de crédito o monederos electrónicos.
El B2B ha venido impulsado también por la creación de portales para agrupar compradores. Así, encontramos, por ejemplo portales de empresas de construcción, ferreterías, automoción, alimentación, químicas, restaurantes u hostelería, entre otros. Las compañías se agrupan para crear dichas páginas aglutinando fuerzas lo que les permite negociar en mejores condiciones. El mantenimiento de las páginas se produce pidiendo un canon por cotizar o cobrando a los socios una comisión del negocio realizado en el portal.
Algunas de las ventajas que aporta el business-to-business para las empresas implicadas son:
- Rapidez y seguridad de las comunicaciones.
- Integración directa de los datos de la transacción en los sistemas informáticos de la empresa.
- Posibilidad de recibir mayor número de ofertas o demandas, ampliando la competencia.
- Despersonalización de la compra con lo que se evitan posibles tratos de favor.
- Disminución de costes de operación: menos visitas comerciales, proceso de negociación más rápido, etc. Por tanto, los compradores pueden pedir una reducción de precios en virtud del menor coste de gestión, o los vendedores incrementar su margen comercial.

## Comparación con B2C
La principal diferencia entre B2B y B2C radica en que el primero se refiere a transacciones comerciales entre fabricantes y minoristas, mientras que el segundo se refiere a minoristas que suministran bienes directamente al consumidor.
En B2B, hay participantes comerciales en ambos lados, mientras que en B2C normalmente hay un vendedor y un consumidor. En el primer caso, la decisión de compra se basa en necesidad (porque la otra empresa lo necesita), mientras que en el segundo caso, se basa más en expectativas que en necesidades. B2B cuenta con muchos vendedores y tiendas diferentes, mientras que en el B2C hay solo un proveedor.
En B2B, el enfoque se centra en los datos sin procesar que se proporcionan a otras empresas, mientras que en B2C, el enfoque se centra en producir algo para los consumidores. Las transacciones B2B implican la gestión de contratos de abastecimiento directo, lo que implica la negociación de términos que establecen precios y varios otros factores, como precios basados en el volumen, preferencias de transporte y logística, etc. Por otro lado, las transacciones B2C son más simples, con una gestión de contratos de abastecimiento puntual que ofrece un precio de venta al público por cada artículo vendido. El tiempo también es diferente, ya que B2B tiene un proceso más lento que B2C, en el que las transacciones se concluyen en períodos más cortos (minutos o días).
B2B generalmente requiere una inversión inicial, mientras que B2C no necesita una empresa para gastar dinero en infraestructura. Otra diferencia es que en B2B, que se queda atrás en la transformación digital, tiene que lidiar con la conectividad administrativa y la facturación de varios socios y proveedores diferentes, mientras que B2C da como resultado transacciones más fluidas, ya que opciones como el cyber-cash permiten que la empresa acepte una mayor variedad de opciones de pago.

## Marketing B2B
El marketing entre empresas, también llamado marketing industrial, consiste en la aplicación de los fundamentos del marketing al tipo de relaciones comerciales características de los mercados B2B. El marketing industrial ha experimentado un gran auge en los últimos años. Algunas de las técnicas de marketing digital más utilizadas en el sector B2B incluyen el inbound marketing, email marketing, ecommerce, publicidad en buscadores y redes sociales, display publicitario y posicionamiento web, entre otras. También se utilizan las publicaciones de nicho (revistas especializadas, guías de proveedores, periódicos, etc.), la mercadotecnia experiencial, los eventos y las ferias de negocios.  
En trade marketing se considera al marketing entre empresas a las relaciones comerciales que una empresa tiene con sus mayoristas o minoristas.

## Estrategias Digitales en Marketing B2B
El marketing B2B digital ha evolucionado significativamente con la adopción de nuevas tecnologías, permitiendo a las empresas mejorar su alcance y eficiencia en la comunicación con otras empresas. Esta sección aborda las estrategias digitales clave que han transformado la forma en que las empresas B2B se acercan a sus mercados objetivos.

### Mercadeo basado en cuentas (ABM)
Una de las estrategias más utilizadas en el entorno B2B es el Mercadeo basado en cuentas (ABM, por sus siglas en inglés), que consiste en identificar cuentas clave y personalizar las acciones de marketing y ventas para cada una de ellas. Esta metodología permite una mayor alineación entre los equipos comerciales y un enfoque más preciso sobre clientes con alto valor potencial.

### Marketing de Contenidos
El marketing de contenidos en el ámbito B2B se centra en proporcionar información valiosa y relevante para ayudar a las empresas objetivo en el proceso de toma de decisiones. Los blogs, estudios de caso, ebooks, y webinars son ejemplos de cómo las empresas B2B utilizan el contenido para demostrar liderazgo de pensamiento y soluciones a problemas específicos de la industria.

### SEO y SEM
La optimización para motores de búsqueda (SEO) y el marketing en motores de búsqueda (SEM) son fundamentales para aumentar la visibilidad en línea de las soluciones B2B. A través de estrategias SEO, las empresas mejoran su clasificación en las páginas de resultados de los motores de búsqueda (SERPs), mientras que con SEM, utilizan publicidad pagada para llegar a audiencias específicas.

### Email Marketing
El email marketing sigue siendo una herramienta efectiva para el engagement directo con clientes potenciales B2B. Personalizando los mensajes según las necesidades y etapas del ciclo de compra del cliente, las empresas pueden fomentar relaciones a largo plazo y guiar a los prospectos a través del embudo de ventas.

### Redes Sociales y Networking Digital
Plataformas como LinkedIn son esenciales para el networking en el espacio B2B, permitiendo a las empresas conectar con colegas de la industria, compartir conocimientos y promocionar sus servicios o productos. La participación activa en redes sociales puede mejorar significativamente la percepción de la marca y la autoridad de la empresa en su campo.

### Automatización del Marketing
La automatización del marketing permite a las empresas B2B nutrir leads a gran escala, personalizando las comunicaciones y monitoreando el comportamiento de los clientes potenciales para optimizar las campañas de marketing. Esta tecnología facilita la segmentación efectiva y la entrega de mensajes oportunos para impulsar conversiones.

### Análisis y Medición
La capacidad para analizar y medir el rendimiento es crucial en el marketing digital B2B. Herramientas analíticas proporcionan insights sobre el comportamiento del cliente, eficacia de las campañas y ROI, permitiendo a las empresas ajustar sus estrategias en tiempo real para lograr mejores resultados.